# Сундбю, Сигрид
Сигрид Милфрид Сундбю-Дюбедал (норв. Sigrid Milfrid Sundby-Dybedahl; род. 13 июля 1942; 24 июля 1977 Норвегия) — норвежская конькобежка. Участница зимних Олимпийских игр 1968, 1972 и 1976 годов, бронзовый призёр чемпионата мира, 11-кратная чемпион Норвегии и 8-кратная призёр чемпионата Норвегии. Обладательница 26 официальных рекордов Норвегии. Выступала за команды "ASK" Осло, "Rakkestad IF".

## Биография
Сигрид Сундбю родилась в муниципалитете Раккестад в семье отца Готфрида и матери Фриды Марии. У неё также была сестра Бьёрг. Сигрид начала заниматься конькобежным спортом в возрасте 13-лет в клубе "Rakkestad IF". С 1958 года она участвовала на юниорском чемпионате Норвегии, а с 1961 года стала выступать на чемпионате Норвегии в категории взрослых. В 1963 году она впервые стала чемпионом Норвегии в классическом многоборье, и была чемпионкой страны в многоборье 8 лет подряд в период с 1963 по 1970 год. 
Через год Сигрид дебютировала в Швеции на чемпионате мира в классическом многоборье и в течение 12 лет подряд до 1975 года включительно участвовала в мировых первенствах. Лучшим достижением стала бронзовая медаль в 1970 году на чемпионате мира в классическом многоборье в Уэст-Аллисе. Кроме национальных чемпионатов участвовала в открытых чемпионатах Швеции и Финляндии, где также была в призах.
В 1968 году Сундбю впервые участвовала на зимних Олимпийских играх в Гренобле и на дистанции 1500 м заняла высокое 4-е место, в забегах на 500 м и 1000 м заняла 6-е места и в забеге на 3000 м стала 9-й. В 1970 году она дебютировала на чемпионате Европы в Херенвене с 5-м местом в многоборье, что стало её лучшим результатом за все участия в европейском первенстве до 1974 года. На чемпионате мира в спринтерском многоборье поднялась на 4-е место в абсолютном зачёте, а через год заняла 5-е место. 
В 1971 году она стала второй в спринте и третьей в классическом многоборье на чемпионате Норвегии, а в 1972 году стала чемпионом в спринте и заняла 2-е место в многоборье. В феврале 1972 года на зимних Олимпийских играх в Саппоро заняла 8-е место в забеге на 1500 м, 9-е на 1000 м, 10-е на 3000 м и 11-е на 500 м. В 1973 году Сигрид выиграла чемпионат Норвегии как в спринте, так и классике. Также одержала победу в многоборье на чемпионате Швеции. Следующие 2 года занимала 2-е место на национальном чемпионате. В 1976 году на третьих своих зимних Олимпийских играх в Инсбруке финишировала 11-й в забеге на 1500 м, 16-й на 500 м и 18-й на 1000 м. В том же году завершила карьеру спортсменки.

## Награды
- 1970 год - получила Почётную награду "Porsgrund Porselænsfabrik Award".
- 1977 год - награждена Золотой медалью — высшей наградой Норвежской ассоциации конькобежцев.[5]

## Личная жизнь
Сигрид Сундбю была замужем за Ингаром Дюбедалем. Она умерла 24 июля 1977 года от рака. Её муж передал всю коллекцию наград Сигрид на сохранение муниципалитету Раккестад. Её единственная сестра Бьёрг Асеруд старается сохранить всю коллекцию призов в Раккестаде после пожара в выставочном центре, где хранились эти призы.